# 学校体系
学校体系（がっこうたいけい）とは学校制度において、進学元学校と進学先学校の接続体系のことである。

## 学校体系の種類
学校体系には次のような種類がある。
単線型学校体系
第二次世界大戦直後の日本や、アメリカでおこなわれている、原則として進路によって学校が分かれない教育制度のことである。段階型学校体系ともいわれる。
分岐型学校体系
現在のヨーロッパ諸国や、第二次世界大戦前の日本でおこなわれていた、初等教育課程は共通であるが、中等教育課程以降は生徒の進路によって学校が分かれる教育制度である。
ヨーロッパ諸国における分岐型学校体系は、教養系・学術系（文系・理系（技術系））と技能系・現業系を分離した教育制度として、階層化社会の視点ではエリートと非エリートを早期（中等教育）から分離した教育制度として運用されてきたが、技能系においても高度な教育・資格・職歴（ドイツにおけるマイスター制度など）が存在するため、技能系に分岐した進路から関連する高等教育課程への進学も可能な場合が多く、フォーク型学校体系とも言われる。
複線型学校体系
かつてのヨーロッパ諸国などでみられた、上流階級用の学校と庶民階級用の学校が初等教育から高等教育まで一貫して分かれているなど、全国民が共通で学ぶ学校が存在しない教育制度のことである。

## 学校体系の歴史

### ヨーロッパ
近代より前は年少者から年長者までの一貫した学校体系が整備されていたわけではなく、大学のような高等教育を行う学校と庶民の日常生活に必要な読み書き計算を教える学校は完全に別々なものであった。下級学校を卒業した後に上級学校に進学するという考え方は比較的近代のものである。
近代になると年少者から年長者までの広い年代において教育に対する需要が発生し大学の下には進学元となる予備学校を、庶民の学校の上には進学先となる補習学校を作る動きが生じた。この時に大学などを基盤として上級学校から下級学校へと整備された学校体系は下構型学校系統などとも呼ばれ、反対に庶民の学校などを基盤として下級学校から上級学校へと整備された学校体系は上構型学校系統などとも呼ばれる。
近代のヨーロッパの多くの国々では下構型学校系統と上構型学校系統が併存する複線型学校体系となったが、後に小学校などの初等教育を行う学校を共通にすることで分岐型学校体系となった国も多い。単線型学校体系はその後、分岐型学校体系を更に整理するなどしてみられるようになった。

### 日本
江戸時代の日本では、庶民の子弟が初等教育を受ける寺子屋と、武士の子弟が中等教育〜高等教育を受ける藩校が存在した。寺子屋を卒業したら藩校に入学するという制度ではなく、それぞれの学校は別の系統であった。
太平洋戦争までの日本の学校制度は、明治初期には単線型に近い学校体系が実施され、徐々に就学率が上昇していくにつれ、在学者の多様化などから分岐型に変わって行った。例えば中学校は当初その同等機関のない単線型に近い学校であり、進学・実業の両方の教育を行っていたが、後に実業学校と中学校に分離し、分岐型になることになる。特に昭和初期はヨーロッパ式の分岐型学校体系が布かれていた。この体系では、尋常小学校卒業後に就職するか、高等小学校に進むか、旧制中学校・高等女学校に進むかなど比較的早期に進路が決定される分岐型学校体系であり、特に大学などの高等教育段階の学校はかなり多極化していた。1918年に制定された大学令を始めとして、高等教育段階の学校を大学に統合しようとする動きや、1941年の国民学校令では義務教育を6年間から8年間へと延長を図る動きがあった。第二次世界大戦前に一部は実現したものの、義務教育の延長が実際にされ、高等教育が本格的に大学に一本化された時期は、1947年に布かれた学校教育法以後だった。
当初の学校教育法では、小学校に続く3年制の中学校を全入にして中学校の卒業以後も高等学校を経て大学に進学するという、学校体系の完全な一本化が目指された（ただし、障碍児などを対象とする特殊教育では幼小中高に準じた一貫制の学校が作られた）。しかし完全に対応しきれない部分もあり、短期大学が認められたり高等学校では普通科と職業学科（現在の専門学科）への分化が起こった。
その後の学校教育法改正により、学校種（一条校）として中等教育学校と高等専門学校が追加され、更に専修学校制度（高等専修学校、専門学校）も追加されるなど、中等教育以降高等教育に至る課程の複線化がなされている。

## 主要国の学校体系
アメリカ
典型的な単線型学校制度である。高校も総合学科がほとんどである。
ドイツ
典型的な分岐型学校体系である。